# World Rugby Entrenador del Año
El premio al Mejor entrenador del Mundo (WR Coach of the Year en inglés) es un galardón anual, otorgado por la World Rugby durante los World Rugby Premios. Se entrega al mejor entrenador de rugby durante el último año, que va desde los Test matches de otoño de la temporada pasada, hasta el noviembre en el que se otorga el galardón.

## Ganadores
| Año  | Entrenador       | Selección nacional |
| 2001 | Rod Macqueen     | Australia          |
| 2002 | Bernard Laporte  | Francia            |
| 2003 | Clive Woodward   | Inglaterra         |
| 2004 | Jake White       | Sudáfrica          |
| 2005 | Graham Henry     | Nueva Zelanda      |
| 2006 | Graham Henry (2) | Nueva Zelanda      |
| 2007 | Jake White (2)   | Sudáfrica          |
| 2008 | Graham Henry (3) | Nueva Zelanda      |
| 2009 | Declan Kidney    | Irlanda            |
| 2010 | Graham Henry (4) | Nueva Zelanda      |
| 2011 | Graham Henry (5) | Nueva Zelanda      |
| 2012 | Steve Hansen     | Nueva Zelanda      |
| 2013 | Steve Hansen (2) | Nueva Zelanda      |
| 2014 | Steve Hansen (3) | Nueva Zelanda      |
| 2015 | Michael Cheika   | Australia          |
| 2016 | Steve Hansen (4) | Nueva Zelanda      |
| 2017 | Eddie Jones      | Inglaterra         |
| 2018 | joe Schmidt      | Irlanda            |
| 2019 | Rassie Erasmus   | Sudáfrica          |
| ---- | ---------------- | ------------------ |

## Palmarés
| Entrenador   | Ganó | Años                         |
| ------------ | ---- | ---------------------------- |
| Graham Henry | 5    | 2005, 2006, 2008, 2010, 2011 |
| Steve Hansen | 4    | 2012, 2013, 2014, 2016       |
| Jake White   | 2    | 2004, 2007                   |